# Srp
Srp je poljoprivredni alat, načinjen od čelika, kojim se žanje žito i druge žitarice i trave. Polukružnog je oblika i oštar je s unutarnje strane. Ima drvenu ručku.

## Povijest
Srp je jedan od najstarijih i najjednostavnijih poljoprivrednih alata. Razvio se iz lučno savijenih kamenova, rogova, kostiju (životinjskih vilica u Egiptu) i sličnih oruđa koje je čovjek koristio u neolitu. U brončanom dobu javljaju su plitki lijevani srpovi, a u željeznom dobu željezni. Kasnije se diferenciraju srp i kosa i mnoga slična oruđa, poput kosira za sječenje trnja. U arheološkim nalazima iz praslavenske ere srp je čest, a kosa rijetka. Tanak je i manje savijen nego današnji, obično unazad povijenog vrha. Postupno se sve više zaokružuje, ima drvenu ručku, a s unutarnje strane oštricu, često i nazubljenu. 
U Japanu i Kini srp izgleda kao mala kosa.
Služio je i kao oružje. U starom vijeku njime su se oružali Kartažani i Dačani, a u doba feudalizma kmetovi.

## Uporaba
Žanje se tako što se jednom rukom zahvati busen, a drugom se odsijeca srpom. Položaj tijela kosača pri tome je pognut i vrlo naporan, a sam rad ovim alatom u moderno se vrijeme smatra zastarjelim.

## Simbolika
Srp predstavlja simbol seljaštva. Komunistički simbol srpa i čekića predstavlja dvije pokretačke snage ovog pokreta: seljaka i radnika. U antičko doba srp je uz kosu atribut različitih božanstava (Saturna, Demetre), a u srednjovjekovnim narodnim prikazima simbol smrti.
U grčkoj mitologiji srp je oružje koje je koristio Titan Kron kada se pobunio protiv svog oca Urana kojeg je zbacio s prijestolja i preuzeo vlast među bogovima. Mač u obliku srpa dobio je i Perzej od boga Hermesa, kako bi ubio strašnu Gorgonu.